# Hermann Funken

Hermann Funken

Hermann August Funken (* 21. Mai 1891 in Koblenz; † 19. Dezember 1970 in Trier) war ein deutscher Politiker (NSDAP).

## Leben und Wirken
Funken war ein Sohn des Kaufmanns Wilhelm August Hubert Funken und seiner Ehefrau Anna Regina Funken, geb. Keim. Nach dem Besuch des Realgymnasiums absolvierte Hermann Funken eine kaufmännische Ausbildung im In- und Ausland. Anschließend gehörte er von 1911 bis 1912 ein Jahr lang dem Feldartillerie-Regiment 44 in Trier an.
Ab 1914 nahm Funken mit dem Trierer Feldartillerie-Regiment am Ersten Weltkrieg teil.  Am 14. September 1914 wurde er schwer verwundet. Von 1916 bis 1917 gehörte er dem Feldartillerie-Regiment 84 in Straßburg an. Nachdem er als Ballonbeobachter abgeschossen wurde, wurde er bis Kriegsende in Garnisonsstellung verwendet. Nach dem Krieg war Funken als Kaufmann in Trier tätig.
Zum 1. September 1930 trat Funken in die NSDAP (Mitgliedsnummer 296.798) und in ihren Straßenkampfverband, die SA, ein. In der Anfangsphase der NS-Herrschaft führte Funken seit dem 1. März 1933 die Sektion der zur Sicherung des neuen Regimes eingerichteten SA-Hilfspolizei in Trier.
Von November 1933 bis zum 29. März 1936 gehörte Funken dem nationalsozialistischen Reichstag als Abgeordneter für den Wahlkreis 21 (Koblenz-Trier) an. Bei der Neuwahl des Reichstag im Jahr 1936 kandidierte er erneut, erhielt aber kein Mandat mehr.